# Dehio-Vereinigung
Die Dehio-Vereinigung trägt die wissenschaftliche Gesamtverantwortung für das Handbuch der Deutschen Kunstdenkmäler, das von Georg Dehio begründet wurde. 
Sie setzt sich aus Fachleuten zusammen, die an deutschen und österreichischen Denkmalämtern mit der Inventarisation betraut sind oder waren, sowie aus Hochschullehrern und Landeskonservatoren. Die Mitglieder der Dehio-Vereinigung stellen die jeweiligen Redaktionsausschüsse, von welchen die in Bearbeitung befindlichen Bände des Handbuchs betreut werden. Seit 5. April 2025 wird die Vereinigung von Andrea Pufke als erster Vorsitzenden geleitet, stellvertretender Vorsitzender ist Christian Bracht. Vormals wurde die Vereinigung von Georg Skalecki geleitet.
Die Personenvereinigung konstituierte sich 1941 als Vereinigung zur Herausgabe des Dehio-Handbuchs, um die Fortdauer des Projekts zu sichern. Federführend bei der Bearbeitung des Handbuchs war Ernst Gall. Als Gall die Bearbeitung aus gesundheitlichen Gründen nicht mehr sicherstellen konnte, erneuerte sich diese Vereinigung, kurz Dehio-Vereinigung genannt, im Juli 1958 in Berlin, um als gemeinnütziger Verein das Handbuch fortzuführen und herauszugeben. Seit 1976 trägt die Vereinigung den Namen Dehio-Vereinigung. Wissenschaftliche Vereinigung zur Fortführung des kunsttopographischen Werkes von Georg Dehio.